# New Sport House
New Sport House (även kallat Huset) var Skandinaviens första skatepark och Sveriges första inomhusanläggning för skateboard, vid invigningen kallad skateboardbana.
Lokalen var belägen på Högbergsgatan 26A, i stadsdelen Södermalm i Stockholm, där tidigare Folkets bio legat sedan 1973, och innan dess biografen Ritio sedan 1937.
På ytan, som var på 700 m², fanns en pipe, en ramp, en bowl, och en quarterpipe (på den tiden kallad kick turn pipe). Parken invigdes 19 februari 1978. Vid denna deltog en känd amerikansk skateboardåkare, Stacy Peralta.
Initiativtagare till New Sport House var Alf Svensson, och Göran Hammargren. I lokalen fanns en mindre butik som sålde skateboards och delar, ett kafé, samt flipper- och arkadspel. Att åka i parken kostade 10 kr i timmen.
Några av den tidens kända åkare som åkte mycket i parken, och som tillsammans bildade New Sport Skate Team, var bl.a. Tony Magnusson, Per Viking Christensen och Torbjörn Stenström. Den förstnämnde blev senare ett välkänt proffs i USA. Teamet hade uppvisning för betalande besökare till skateparken, varje lördag och söndag, tre gånger dagligen. Skateparken upphörde på 1980-talet, i samband med att Filadelfiakyrkan, som låg mitt emot, köpte och rev allt.

### Fotnoter
1. 1 2 3 4  ”Annons i DN På Stan”. DN. 18 februari 1978.
2. ↑  ”Mosebacke Hostel | Vandrarhem i Stockholm”. http://www.mosebackehostel.se/history.html. Läst 25 augusti 2016.
3. ↑  Almevik, Gunnar (2014). ”Betongvågen”. Svenska byggnadsvårdsföreningen. Arkiverad från originalet den 9 maj 2015. https://web.archive.org/web/20150509021031/http://www.byggnadsvard.se/byggnadskultur/arkitekturhistoria/betongv%C3%A5gen. Läst 9 maj 2015.
4. 1 2 3 4 5 6  Hildebrand, Staffan. hooked for life. [DVD]. Anacot AB. http://www.imdb.com/title/tt1894474/
5. ↑  Fimmerstad, Lars (3 februari 1978). ”De slåss om åkarna”. Svenska Dagbladet.
6. ↑  Fredholm, Adam (2013). Skateboard - flugan som inte gick att stoppa. Stockholm: Bulleribock förlag. sid. 130. ISBN 9789163738777
7. ↑  Andersson, Lena; Ågren, Britt (14 januari 1978). ”Privat bana i biolokal tar 10 kr/tim”. Dagens Nyheter.
8. ↑  ”Interview: Tony Magnusson” (på engelska). vert.nu. 2 juni 2010. Arkiverad från originalet den 22 februari 2013. https://archive.is/20130222232957/http://vert.nu/2010/06/tony-magnusson/.